# ドミトリー・ツヴェトコフ
ドミトリー・ツヴェトコフ（Dmitriy Tsvetkov、Дмитрий Цветков、1983年9月10日 - ）は、ロシアのオリエンテーリング選手。レニングラードにて出生、現在はサンクトペテルブルクに在住している。

## ジュニア時代
2002年にスペインのアリカンテで開催されたジュニア世界選手権（JWOC）に出場し、ミドル種目で12位、ロング種目で63位という成績を残す。そしてその翌年、エストニアのポルヴァで開催されたJWOC2003に出場すると、ミドル種目こそ33位だったものの、ロング種目とリレー種目で優勝するという華々しい成績を残した。

## シニア選手として
はじめてワールドカップに名を連ねたのは2005年のことだが、75位と低迷し、その後も2008年の15位を最高位として、一桁順位を獲得するにいたっていない。
世界選手権（WOC）についても2005年に日本の愛知で開催された大会に出場したが、出場したミドル種目、ロング種目ともに予選落ちとなった。しかし、2008年、2009年とリレー種目において連続で銀メダルを獲得すると、2010年にノルウェー・トロンハイムで開催されたWOC2010リレー種目にてアンドレイ・ハラモフとバレンティン・ノビコフと優勝を果たす。
2008年のヨーロッパ選手権においてもロングとリレーの2種目を制しており、ワールドゲームズ2009では金メダルと銀メダルを1枚ずつ獲得している。
また、2010年12月16日にはロシアのスポーツ省（当時：スポーツ・観光・青年政策省）より表彰されている。